# Schloss Schmeilsdorf

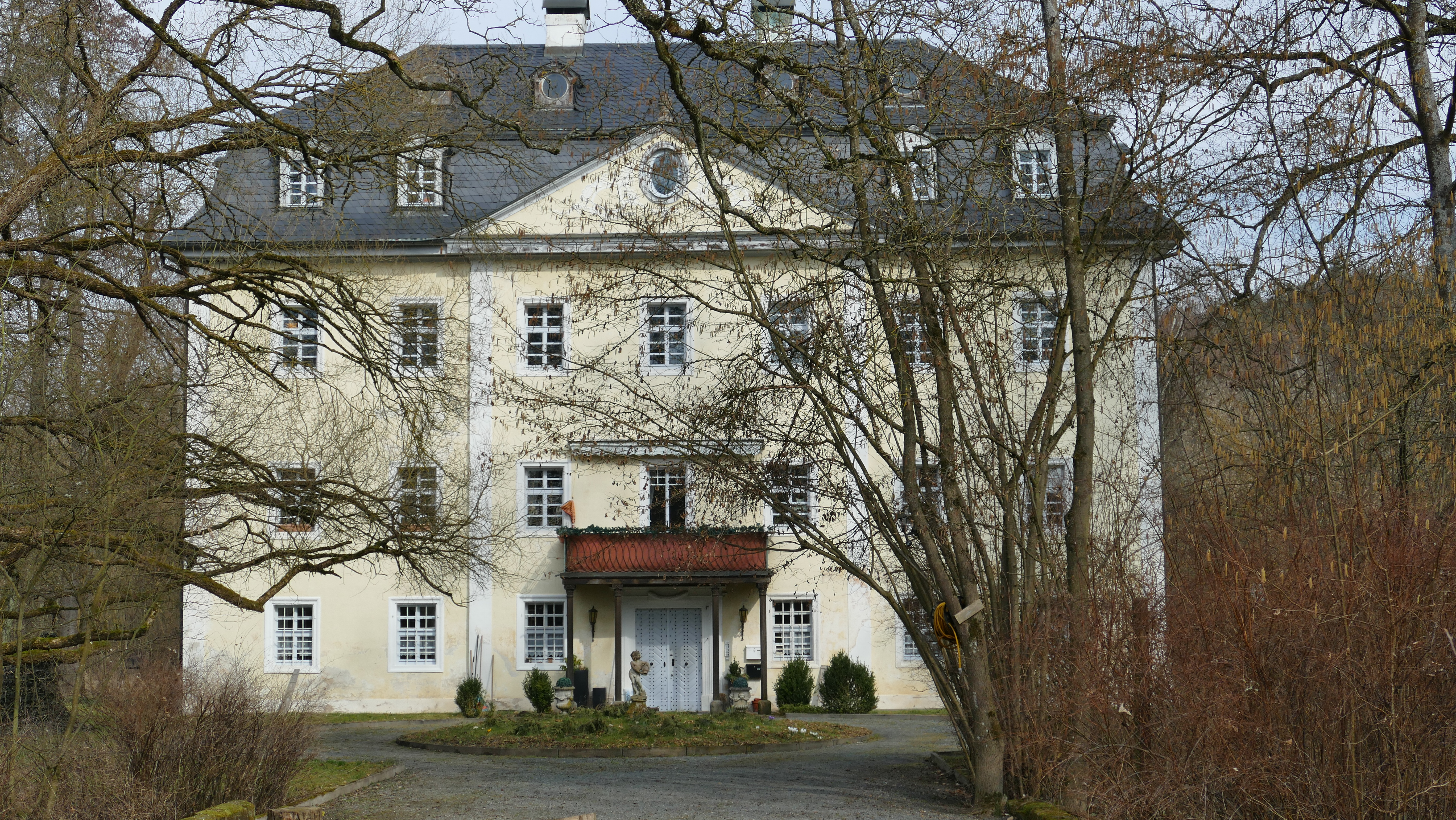
Schloss Schmeilsdorf

Das Schloss Schmeilsdorf befindet sich im Dorf Schmeilsdorf, einem Gemeindeteil des Marktes Mainleus im Landkreis Kulmbach in Oberfranken (Bayern).

## Geographische Lage
Das von Wassergräben umgebene Schmeilsdorfer Schloss mit seinem Park und altem Baumbestand liegt mitten im Ort am Zentbach, etwa 1,5 km nordwestlich des Hauptortes Mainleus. Die Kreisstadt Kulmbach ist östlich etwa 4 km entfernt.

## Geschichte
Bereits 1398 wurde ein Rittersitz im Besitz der Freiherren von Künsberg erwähnt. Als 1571 der damalige Eigentümer der Kemenate Hans Friedrich von Künsberg starb, hinterließ er seiner Frau Ursula nicht nur das Anwesen in Schmeilsdorf, sondern auch seine Güter Hain und Wernstein. Ursula heiratete den Vetter ihres verstorbenen Gatten, Georg Siegmund von Künsberg. 1644 zerstörte ein Brand den Rittersitz. Christian Joachim von Künsberg ließ ihn 1647 wieder aufbauen und lebte dort bis zu seinem Tod 1664. Danach entstanden langwierige Erbstreitigkeiten zwischen dessen Witwe und Tochter mit dem angeheirateten Christoph Siegmund von Streitberg zu Veilbronn einerseits und denen von Künsberg auf Wernstein andererseits.

Das Anwesen in Ganerbenbesitz kam 1738 in den alleinigen Besitz Friedrich Erdmanns von Künsberg, der um 1750 das heute bestehende Schloss an der Stelle des alten Rittersitzes errichten ließ. Friedrichs Erbe Ludwig von Künsberg gab 1847 das Anwesen auf und verließ Schmeilsdorf. Der Leerstand setzte dem Gebäude stark zu. Um 1970 wurde es notdürftig renoviert. Anfang des 21. Jahrhunderts wurde das Schloss privat erworben, grundlegend renoviert und als Mehrgenerationenhaus ausgebaut.

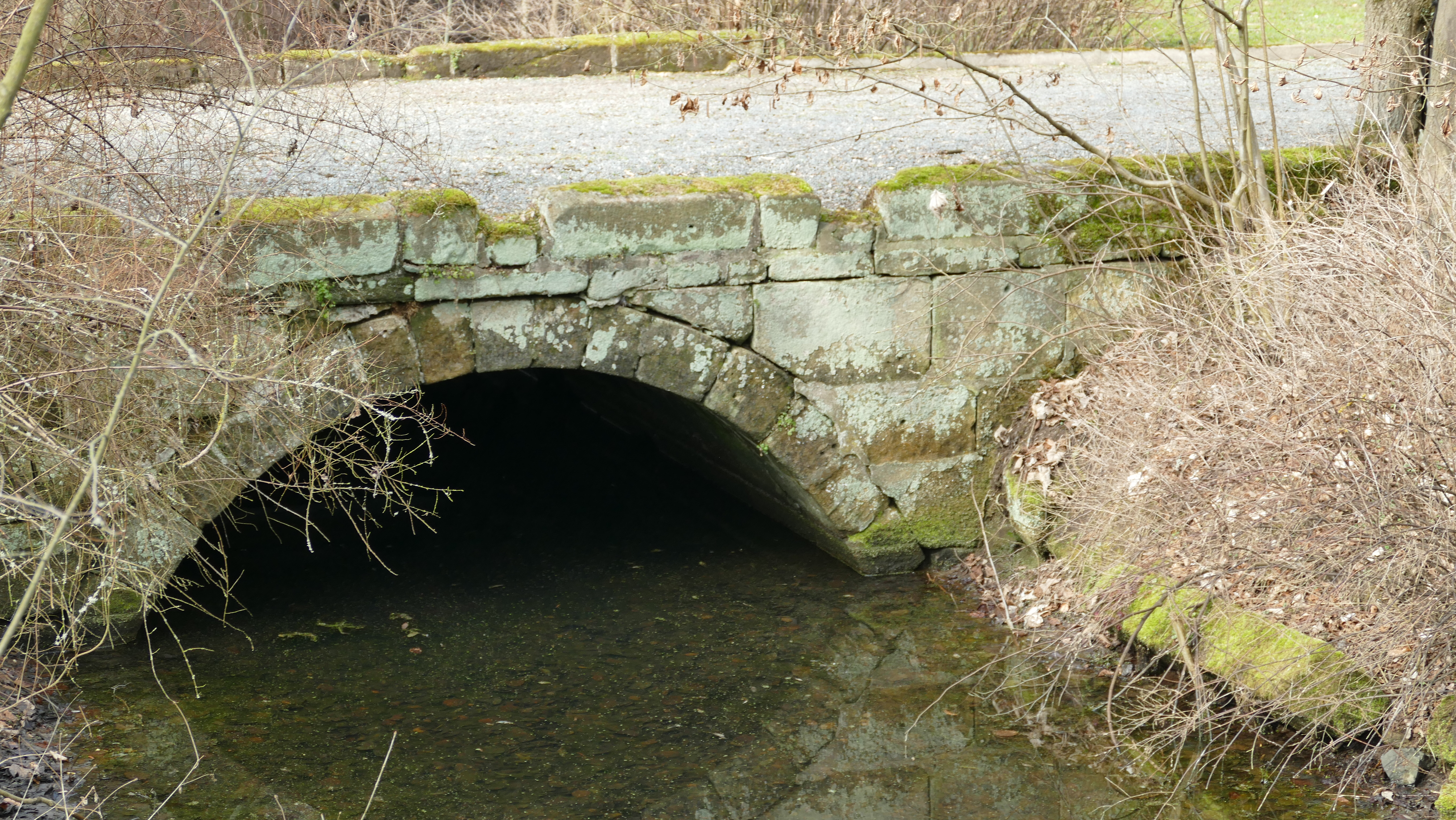
Brücke zum Schloss

## Baubeschreibung

### Schloss
Das rechteckig angelegte Schloss ist ein schlichter, dreigeschossiger Bau mit sieben auf drei Fensterachsen. Die Südfassade zur Zufahrtsallee hin schmückt ein dreiachsiger Mittelrisalit mit Balkon und flachem Dreiecksgiebel. Das sonst schmucklose Gebäude mit Sandsteingliederung hat ein Mansarddach mit verschiedenen Dachgauben.
Der östliche Zugangsweg zum Schloss führt über eine Brücke mit Torpfeilern aus dem 18./19. Jahrhundert.

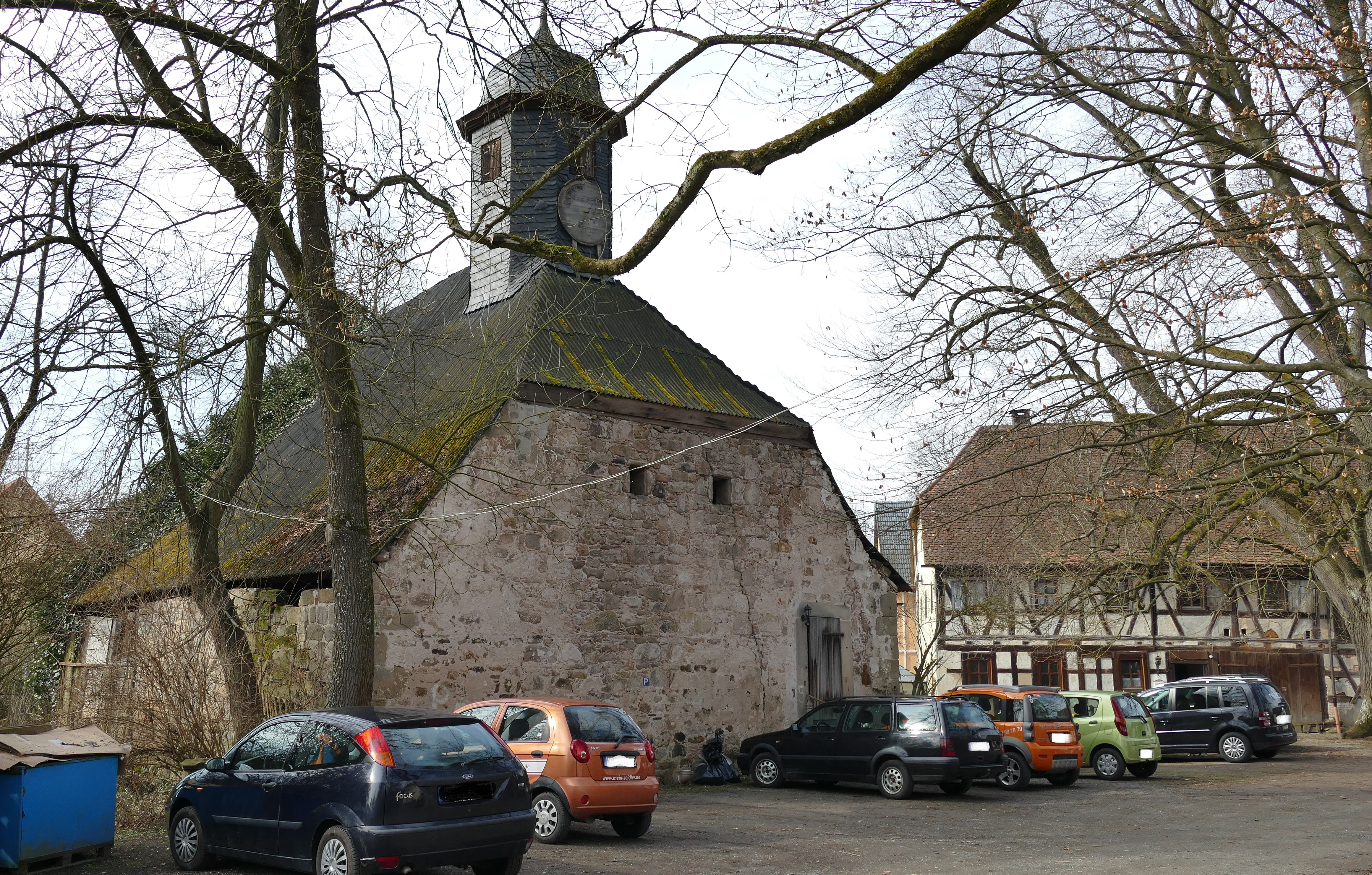
Ehemalige Kapelle

### Kapelle
Wenige Meter östlich des Schlosses steht ein eingeschossiger Satteldachbau aus Bruchsteinmauerwerk, die Anfang des 17. Jahrhunderts errichtete ehemalige Schlosskapelle. Ihren Nordgiebel schmückt ein Krüppelwalmdach. Über dem Osteingang ist ein Allianzwappen aus dem Jahr 1603 eingelassen. Es trägt neben der Jahreszahl die Kürzel „GVK+UVKGZT“ (Georg von Künsberg und Ursula von Künsberg geboren zu Thurnau). Die beiden gelten somit als Erbauer der Kapelle. Auf dem Dach der ehemaligen Kapelle befindet sich ein später aufgesetzter, achtseitiger Dachreiter mit geschwungener Haube. Seit Mitte des 19. Jahrhunderts dient die ehemalige Kapelle als Scheune.